# Plestiodon bilineatus
Espèce
Synonymes
- Eumeces brevirostris bilineatus Tanner, 1958
- Plestiodon brevirostris bilineatus (Tanner, 1958)

Plestiodon bilineatus est une espèce de sauriens de la famille des Scincidae.

## Répartition
Cette espèce est endémique du Mexique. Elle se rencontre au Durango et au Chihuahua.

## Publication originale
- Tanner, 1958 : Two new skinks from Durango, Mexico. The Great Basin Naturalist, vol. 18, p. 57-62 (texte intégral).